# Альбер Сарро
Альбе́р-П'єр Сарро́ (фр. Albert-Pierre Sarraut фр.: [albɛʁ saʁo]; 28 липня 1872, Бордо — 26 листопада 1962, Париж) — французький політичний діяч, радикал. Прем'єр-міністр Франції в період Третьої республіки з 26 жовтня по 26 листопада 1933 та з 24 січня по 4 червня 1936 року, морський міністр (1930—1931).

## Життєпис
Сарро народився в Бордо, департамент Жиронда, Франція.
Був генерал-губернатором Французького Індокитаю, з 1912 по 1919.
У 1933 та 1936 роках був прем'єр-міністром Франції.
Сарро пішов з політики після того, як Філіпп Петен розпустив Національні Збори в липні 1940. Він взяв під свій контроль сімейну газету «La Depeche de Toulouse», після того як його брат Моріс, редактор газети, був убитий французької міліцією в 1943 році.
Альбер Сарра помер в Парижі 26 листопада 1962 у віці 90 років.